# Hymenogyne
Hymenogyne là chi thực vật có hoa trong họ Aizoaceae.